# Снупи
Снупи (Snoopy) е името на кучето, порода бийгъл, на Чарли Браун от поредицата карикатури „Пийнътс“ на Чарлс М. Шулц. Снупи от началото е съвсем обикновено куче, но в по-късен период еволюира в може би най-динамичната фигура и един от най-разпознаваемите герои.

## Герой
Снупи прави дебюта си в поредицата на 4 октомври 1950, два дни след премиерата на Peanuts. Първоначално Шулц щял да го нарече Снифи (Sniffy), но разбира, че това име се използва в други карикатури. Кучето е неговорещ герой в първите две години, но на 27 май 1952 читателите могат да прочетат мислите му в мисловно балонче, което Шулц използва след това за почти всички появявания на героите си. Освен способността да „говори“ мислите си на читателите, много от човешките герои в Peanuts имат необичайната способност да ги четат и да им отговарят.
Много от запомнящите се моменти от поредицата карикатури са създадени от блянът на Снупи да е писател – винаги започва да пише на пишещата си машина с изречението „Беше тъмна и бурна нощ...“ – взето от романа на Едуард Джордж Булвер-Литън от 1830 Paul Clifford. Контрастът между съществуването на измисления свят на Снупи и реалността на Чарли Браун е централна хумористична и философска тема за Peanuts.
Шулц обобщава героя на Снупи в интервю от 1997 „Той трябва да отстъпи от въображаемия си свят, за да оцелее. Иначе води някакъв тъп, нещастен живот. Не завиждам на кучетата за живота, който трябва да живеят.“

## Развитие
Една от първите странни промени е склонността на Снупи да спи върху кучешката си колиба вместо в нея. След това той започва на два крака като човек. Това става толкова обичайно, че не се забелязва. Той има и няколко алтер егота, най-отличителното от които е опитен летец от Втората световна война. За тази си роля, той си слага слънчеви очила и шалче и пилотира неговия Sopwith Camel (всъщност е неговата колиба), бие се с Червения барон.
Снупи също така е и „Готиния Джо“, когато си слага очилата и се обляга на стената в обичайната „готина“ поза и не прави нищо. Наред с това кучето е и известен писател (издаван веднъж – през октомври 1995; в тази карикатура безименният му роман е довършен, но се проваля с продажбите); адвокат (веднъж защитава Заека Питър); хокеист; олимпийски състезател по фигурно пързаляне (състезавал се със Соня Хени преди „той“ да стане „голяма работа“); световноизвестен чиновник в бакалия, който работи от върха на колибата си с престилка; „Самотния Бийгъл“ (Lone Beagle) – първото куче прелетяло само над Атлантика и дори първият астронавт да кацне на Луната.
Извън фантазиите си, той е шортстопър в отбора от „Малката лига“ на Чарли Браун (и е най-добрият играч, като почти подобрява рекорда на Бейб Рут от 714 домакински хоумръна преди Ханк Аарън) и дори притежава картина на Ван Гог (след това е заменена от друга на Андрю Уайет преди колибата му да се подпали и изгори). Снупи също така е „Бийгъл скаут“, версията на Peanuts на „Ийгъл скаут“ (най-високото отличие за бойскаутите) и е скаут-водачът на групата, съставена от Удсток и други негови приятели птици. Темата за скаутите е често дискутирана в поредицата карикатури. Освен собственика си Чарли Браун, най-добрият приятел и довереник на Снупи е дребната жълта птичка Удсток, който говори единствено с препинателни знаци. Неговият най-голям враг, освен Червения барон, е героят, който не се появява – Stupid Cat Next Door (глупавата съседска котка), с името World War III (Третата световна война).
Колибата на Снупи не се подчинява на законите по физика, защото има особеностите на TARDIS от сериала Doctor Who – огромен интериор с няколко стаи, украсени със скъпи придобивки, като картина на Ван Гог, хубава кухня (A Charlie Brown Thanksgiving) и звукова апаратура (A Boy Named Charlie Brown). Веднъж Чарли Браун е изненадан да види как всичките му приятели от квартала лазят, влизайки в колибата. Къщата има изба, достатъчно голямо за маса за билярд. Споменава се и че има телевизор.
Чарли Браун, разбира се, е собственикът на Снупи (въпреки че в началото изглежда сякаш кучето е улично и е осиновено от Чарли Браун и неговите приятели- или обратното), но отношенията между тях не са както при господар и слуга. Мъчителката на Чарли Браун Луси веднъж иска да знае кога момчето ще заведе Снупи на тренировки, на които да се научи да се подчинява. Снупи се чуди какъв е смисълът от това, след като Чарли Браун вече прави всичко, което Снупи му каже. Смешните и остроумни моментни реплики на Снупи парират злобните забележки на Луси.
За малко през 1977 Снупи е сгоден за кучка, която не се появява в карикатурите. С нея се запознава, когато е пазач на Пепърминт Пати. Годеницата му обаче избягва с брата на Снупи Спайк, а по-късно с койот, когато пристигат в пустинята, където живее Спайк. Историята по-късно е адаптирана за анимационния епизод Snoopy’s Getting Married, Charlie Brown.
Снупи мрази кокосови сладки и бисквити, изпитва клаустрофобия, когато е в места с плевели, умира от страх, когато над къщичката му са се образували ледени висулки.
Снупи често има „нови мании“ – прави се на лешояд, зла човекоподобна маймуна или питон. Някога тормозел Лайнъс като му сграбчва единия край на одеялцето и продължително го дърпа, завърта го и го оставя да лети. Когато Лайнъс започва да носи очила, Снупи често офейква с тях.
Снупи говори два езика, защото „разбира малко френски“. Марката на кучешката му храна е For Dogs who flew in World War I and understand a little french. (за кучета, които са били летци през Първата световна война и разбират малко френски). Не успява да си вземе геометрията в гимназията, а това е извинението му, когато не може да спази правилото за шофиране на 90 градуса с на количките за голф.
Снупи си има собствен танц, който е наречен от външен наблюдател Snoopy Dance (танцът на Снупи).

## „Детство“ и роднини
През годините от съществуването на поредицата се разкрива, че Снупи е роден и отгледан в Daisy Hill Puppy Farm. Баща му бягал с други ловджийски кучета, но по-напред, за да предупреждава зайците. Първоначалният собственик на Снупи е Лила, която трябва да го върне в Daisy Hill Puppy Farm, защото семейството ѝ се премества в апартамент, където кучетата са забранени. Малко след като е върнат, героят е избран от родителите на Чарли Браун за негова компания. В едни от карикатурите, Чарли Браун споделя, че родителите му купили Снупи, за да го развеселят, след като момче хвърля пясък в очите му, докато си играели на пясъчник. В края на 1970-те Снупи тръгва на пътешествие до фермата, но се оказва, че е заменена от гараж на шест етажа.
Снупи има седем братя и сестри, пет от които се появяват в карикатурите – Анди, Бел, Марбълс, Олаф и Спайк. Най-често се появява Спайк, който живее в пустинята (в реалността мястото се намира до Нийдълс, Калифорния) и е приятел с кактусите. Спайк е много тънък, носи мека шапка и има дълги мустаци. Анди е разчорлена версия на Снупи. Олаф, който носи кожена шапка, е закръглен и в тялото, и в лицето. Марбълс има петна по козината, носи обувки и счита държанието на Снупи за много особено. Бел, която прилича на Снупи, но е с дълги мигли, е най-запомняща се с плюшените играчки, които са продавани с нейния лик. Въпреки че Снупи казва, че едно от осем кутрета, другите две не се появяват в поредицата. Според анимационния епизод Snoopy’s Reunion те се казват Моли (Molly) и Роувър (Rover).

## Snoopy!!! – The Musical
Snoopy!!!- The Musical е музикална комедия базирана върху историите от Peanuts. Първоначално е поставяна в Lamb’s Theatre през 1982. След поставянето си в лондонския Уест Енд, печели Olivier Award. През 1988 е адаптирана за анимационен епизод. За 21-вата годишнина през 2004, е поставена от New Players Theatre в Лондон, но някои рецензенти отбелязват, че с времето сантименталността е изчезнала.

## Снупи в популярната култура
- Дебютният албум на The Royal Guardsmen от 1966 включва песента Snoopy vs. the Red Baron, която достига до номер 2 в слушателските класации. Версия на ска групата The Hotshots е хит в Обединеното кралство през 1973. The Royal Guardsmen записват още няколко версии на песента, включително и коледна;
- Лунният модул на Аполо 10 е наречен „Снупи“, а командният модул – „Чарли Браун“;
- Серия от пощенски марки със Снупи като летец от Първата световна война са пуснати в употреба на 17 май 2001 в Санта Роса, Калифорния;
- Ликът на Снупи е на логота на увеселителни паркове, собственост на Cedar Fair, които държат Camp Snoopy в Mall of America и Cedar Point;
- Дълги години Снупи и други герои от Peanuts са използвани в рекламите на застрахователната компания MetLife, чийто слоган е Get Met, it pays! (Вземете Мет, струва си!). В по-късен период талисман на компанията е Снупи, а двата малки въздушни кораба – Snoopy I и Snoopy II – имат изобразен лика на Снупи като летец.
- Снупи е талисманът на буквено-цифрения код на Военновъздушните сили на САЩ и е изобразен на емблемата ходещ по вода с две жици на главата;
- В New Town Plaza (търговски център) в Ша Тин, Хонконг, има малък тематичен парк посветен на Снупи;
- Снупи е името на един от бомбардировачите на Военновъздушните сили на САЩ – вижте тук;
- Снупи е името на основното изследователско превозно средство на Check-Six.com;
- В 204 епизод на „Развитие в застой“, героят Джордж Майкъл Блът, минава покрай червена колиба с бийгъл на покрива ѝ. Музикалният фон е „тъжната“ версия на Christmas Time is Here на Винс Гуаралди;
- В епизода на „Семейство Симпсън“ Hungry Hungry Homer Барт минава покрай Хоумър, който лежи на покрива на червена къщичка в задния двор и казва Good grief! (И таз хубава!);
- В епизода Sports a Poppin на „Лабораторията на Декстър“, когато бащата на Декстър се опитва да го научи да играе американски футбол, раздразнената сестра на момчето може да бъде видяна отзад как лежи върху червена колиба. Декстър се опитва да удари топката, но Ди Ди я взима в последния момент, Декстър полита по същия начин, по който Луси кара Чарли Браун да полети. Появява се отново баща им, който говори неразбираемо, както възрастните от анимационните епизоди Peanuts, но се оказва, че дъвче карамелен бонбон;
- Снупи се появява в епизода Brian in Love на Family Guy, в който Браян си представя, че е в романа Logan’s Run (на Уилям Нолан) и ще бъде унищожен. Той посочва на пазачите Снупи и казва „Ами той? Той трябва да е в 50-те!“. По-късно, в Brian Goes Back to College, когато Браян е уволнен от списанието The New Yorker, е поставен знак на вратата No Dogs Allowed (забранено за кучета), подобно на Snoopy, Come Home. Обезсърчен, Браян ляга на покрива на червена кучешка колиба, а музикален фон е характерната мелодия от Peanuts;

- Snoopy е компютърна игра на Radarsoft;
- В поредицата карикатури Имаме си бебе, Дарил купува на дъщеря си Зоуи куклена къща, но тя крещи „Това прилича на кучешка колиба!“. Брат ѝ, Хами, лежи върху колибата подобно на Снупи;
- Поредицата карикатури „Гарфилд“ веднъж включва как Гарфилд се поглежда в огледалото, но вместо себе си, вижда Снупи;